# Duc de Bourgogne (1751)
Le Duc de Bourgogne est un bâtiment de 80 canons de la marine royale française, lancé le 20 octobre 1751 à Rochefort. Il est mis à l'eau pendant la vague de construction qui sépare la fin de guerre de Succession d'Autriche (1748) du début de la guerre de Sept Ans (1755). Il traverse la guerre de Sept Ans sous Louis XV, la guerre d'indépendance américaine sous Louis XVI et sert encore pendant la Révolution lors de la première Coalition. Il est mis à la casse en 1800, après plus de quarante ans de service.

## Caractéristiques générales

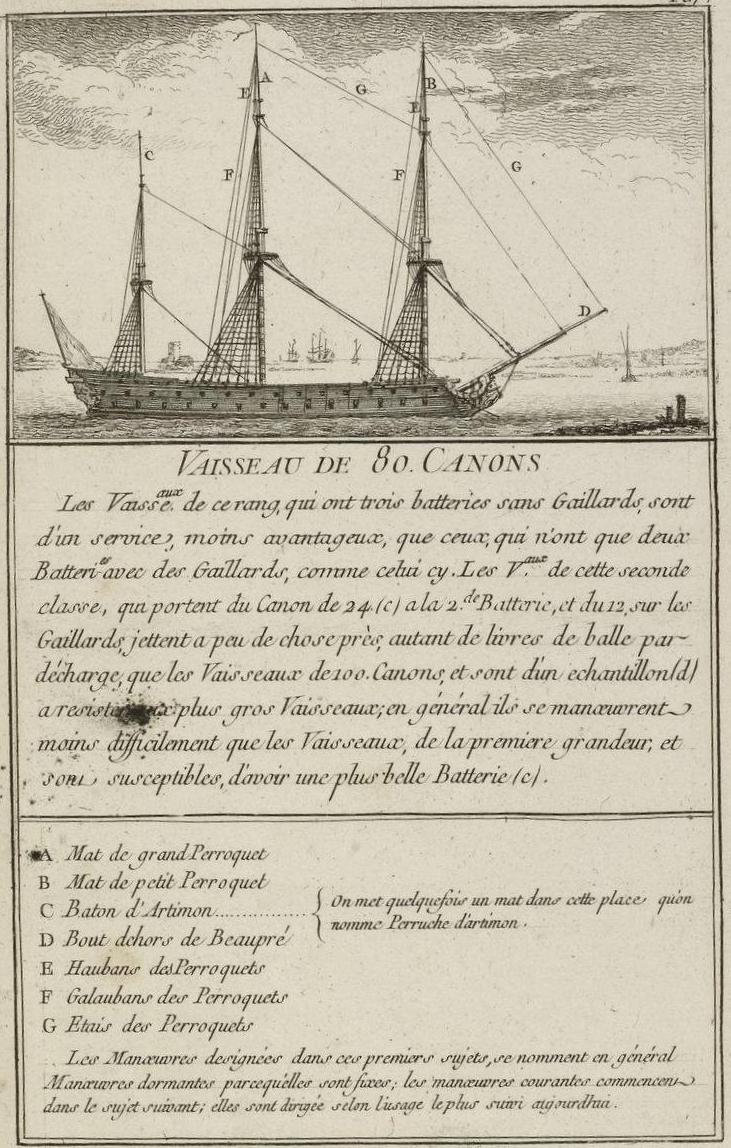
Profil d'un vaisseau de 80 canons du même type que le Duc de Bourgogne au XVIIIe siècle.

Le Duc de Bourgogne fait partie de la nouvelle série des deux-ponts plus puissants construits à cette époque par la marine française pour obtenir un bon rapport coût/manœuvrabilité/armement afin de pouvoir tenir tête à la marine anglaise qui dispose de beaucoup plus de navires. Il est mis sur cale peu après la fin de la guerre de Succession d’Autriche qui a vu la perte de beaucoup de vaisseaux et qui nécessite le renouvellement de nombre d’autres qui sont très usés. Portant 80 canons répartis pour l'essentiel sur deux ponts, c’est le cinquième bâtiment de ce type après le Tonnant (1743), le Soleil Royal (1749), le Foudroyant (1750) et le Formidable, lancé presque en même temps que lui. 
Dessiné par Clairain des Lauriers, le Duc de Bourgogne est long de 173 pieds français, large de 44, profond de 22,6 pour 1 800 tonneaux. Sans être standardisé, il partage les caractéristiques communes de tous les « 80 canons » construits à de nombreux exemplaires jusqu’au début du XIXe siècle et qui évoluent au rythme lent des techniques de construction de l’époque, combinée à la volonté des responsables navals d’exploiter au mieux cette catégorie de vaisseau de guerre qui est elle-même une prolongement de l’excellente série des 74 canons.
Comme pour tous les vaisseaux de son temps, la coque du Duc de Bougogne est en chêne, bois lourd et très résistant. Près de 3 000 chênes vieux de 80 à 100 ans ont été nécessaires à sa construction. Le gréement, (mâts et vergues) est en pin, bois plus léger et souple. De 30 à 35 pins ont été assemblés pour former la mâture. Les affûts des canons et des pompes sont en orme, les sculptures de la proue et de la poupe sont en tilleul et en peuplier, les poulies sont en gaïac. Les menuiseries intérieures sont en noyer. Les cordages (plus de 80 tonnes) et les voiles (à peu près 3 000 m2) sont en chanvre. Un deuxième jeu est stocké en soute pour faire face aux avaries, toujours fréquentes. 
Prévu pour pouvoir opérer pendant des semaines très loin de ses bases européennes s’il le faut, ses capacités de transport sont considérables. Il emporte pour trois mois de consommation d’eau, complétée par six mois de vin et d’eau douce . S’y ajoute pour cinq à six mois de vivres, soit plusieurs dizaines de tonnes de biscuits, farine, légumes secs et frais, viande et poisson salé, fromage, huile, vinaigre, sel, sans compter du bétail sur pied qui sera abattu au fur et à mesure de la campagne.
Les canons sont en fer. Cet armement se répartit de la façon suivante : 
- le premier pont, percé à 15 sabords porte trente canons de 36 livres ;
- le second, percé à 16 sabords porte trente-deux pièces de 18 livres ;
- les gaillards avant et arrière se répartissent dix-huit pièces de 8 livres.

Ces trois calibres sont les mêmes que ceux que l’on trouve sur les 74 canons, ce qui montre bien la filiation entre les deux types de navire. Le poids de la bordée est de 972 livres (à peu près de 475 kg) et le double si le navire fait feu simultanément sur les deux bords. En moyenne, chaque canon dispose de 50 à 60 boulets. Il y a aussi plusieurs tonnes de mitraille et de boulets ramés. Le vaisseau embarque plus de 20 tonnes de poudre noire, stockée sous forme de gargousses ou en vrac dans les cales. Sachant que la Marine de Louis XV ne construit plus de trois-ponts de 100-110 canons depuis le début des années 1740, le Duc de Bourgogne fait partie des plus puissantes unités de la flotte dans les années 1750.

## Quarante-neuf ans de service

### Guerre de Sept Ans

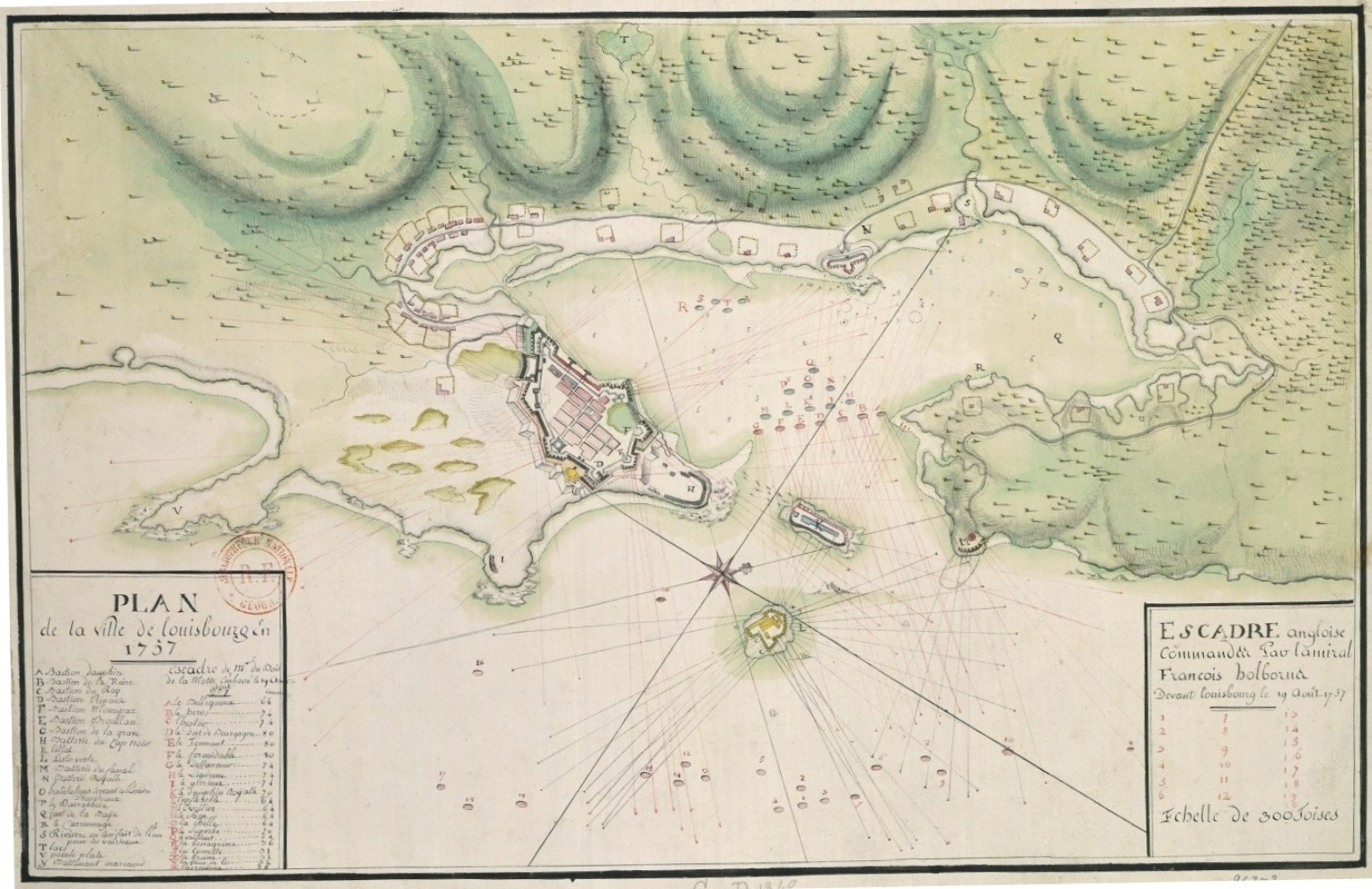
La défense de Louisbourg en 1757 à laquelle participe le Duc de Bourgogne en 1757.

Le Duc de Bourgogne connait sa première campagne militaire en 1757 lorsqu’il est engagé dans les opérations contre l’Angleterre alors que la guerre dure depuis déjà deux ans. Il est alors sous les ordres du chef d’escadre d’Aubigny. Il est requis pour faire partie de l'escadre de neuf vaisseaux et deux frégates de Dubois de la Motte qui passe en Amérique pour y défendre Louisbourg. Cette mission est un succès : parti de Brest le 3 mai, il arrive à bon port le 19 juin, participant ainsi à l'importante concentration navale qui sauve Louisbourg de l'invasion cette année-là. En octobre, le Duc de Bourgogne quitte la place pour rentrer en France. Comme les autres vaisseaux, il est touché par la grave épidémie de typhus qui ravage les équipages. À son arrivée à Brest, il doit entrer directement dans le port sans mouiller sur rade, faute de monde pour manœuvrer.
Malgré sa puissance de feu, le Duc de Bourgogne n’est pas engagé en 1759 dans la tentative de débarquement en Angleterre qui s’achève à la défaite des Cardinaux. Il est radoubé en 1761. En décembre de cette même année, il porte le pavillon du chef d’escadre Blénac-Courbon et sert de vaisseau-amiral à la petite force de huit vaisseaux qui part pour la Martinique avec un convoi de renfort de 5 500 hommes. Il arrive après la capitulation de l’île (12 février 1762), mais débarque les renforts à Saint-Domingue pour mettre cette importante colonie française à l’abri d’une éventuelle tentative de débarquement anglais.

### Guerre d’Indépendance américaine

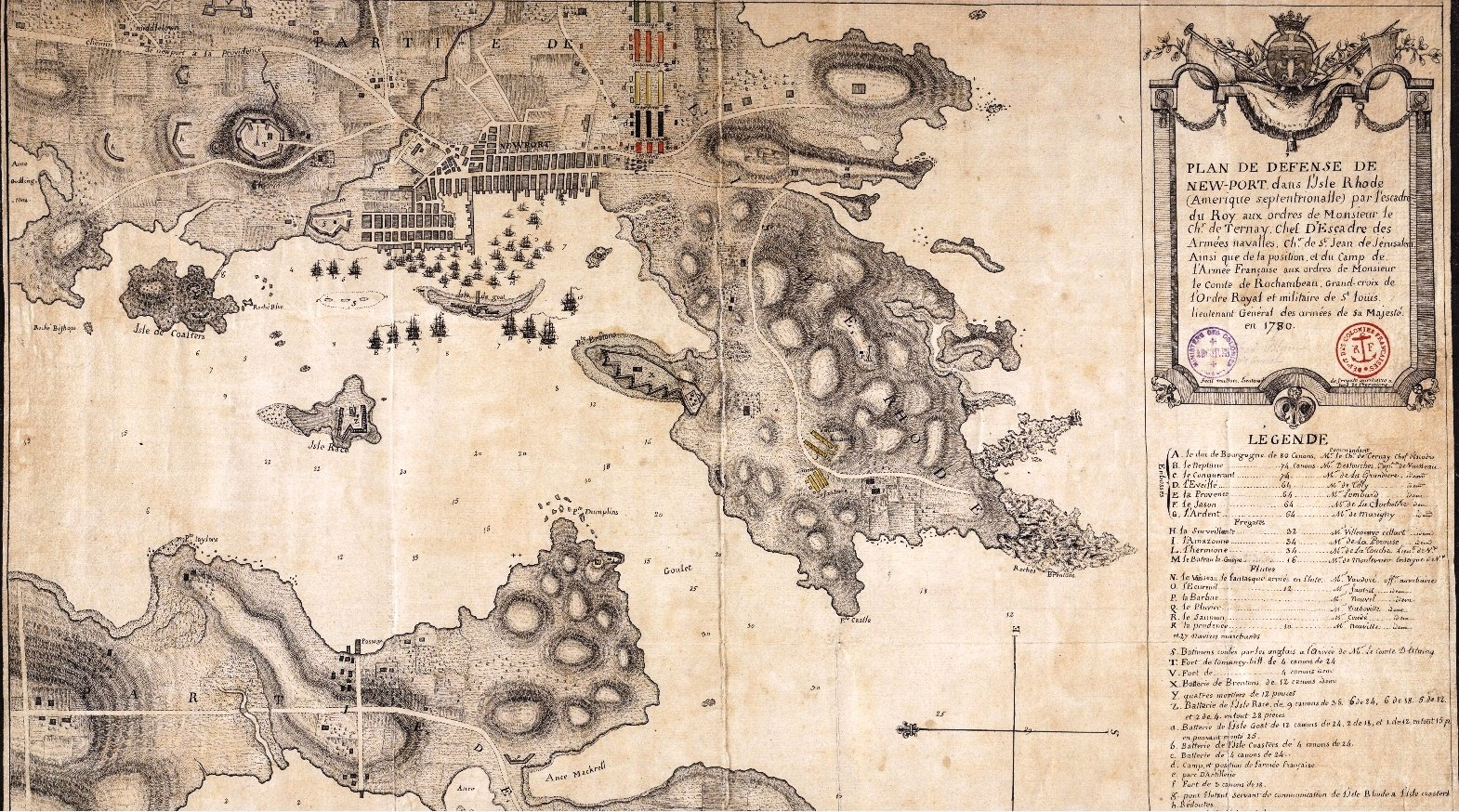
L’escadre française au mouillage à Newport en 1780 avec à sa tête le Duc de Bourgogne.

En 1778, la France entre dans la guerre d’Indépendance américaine. Le Duc de Bourgogne, sous les ordres du chef d’escadre Rochechouart et du capitaine de pavillon Charritte intègre l’armée navale du lieutenant général d’Orvilliers (trente-deux vaisseaux, huit frégates, six petites unités) qui sort de Brest le 7 juillet 1778 pour affronter les forces de Keppel qui croisent à l’entrée de la Manche. Mais, dans la nuit du 23 au 24 juin, le navire s’égare en compagnie de l’Alexandre et rentre sur Brest sans pouvoir participer à la bataille d’Ouessant (27 juillet). Cette absence est vivement ressentie car le Duc de Bourgogne, outre sa puissance de feu, commande la deuxième division de l’escadre blanche et bleue. Le ministre, très mécontent, veut faire traduire Rochechouart et Charitte en conseil de guerre ainsi que le commandant de l’Alexandre. Mais d’Orvilliers plaide en leur faveur au nom de la difficulté à manœuvrer la nuit et de leur manque d’expérience aussi l’affaire en reste là. 
En 1779, le Duc de Bourgogne est radoubé et sa coque est cuivrée. De ce fait, il ne participe pas à la tentative de débarquement franco-espagnole qui mobilise plus de soixante vaisseaux dans l'Atlantique et dans la Manche cette année là. Sous les ordres de Charles de Ternay il prend la tête de l'escorte qui protège le corps expéditionnaire de Rochambeau envoyé au secours des Insurgés américains le 2 mai 1780. C’est le navire principal de Jean-Baptiste Donatien de Vimeur de Rochambeau. Le 20 juin, à hauteur des Bermudes, il rencontre l’escadre de Cornwallis à laquelle il livre un bref combat pour protéger son convoi. Le 11 juillet, il débarque dans le Rhode Island l’armée de Rochambeau. Le navire passe l’hiver 1780-1781 à Newport. Ternay, miné par les fièvres, décède à son bord. 
En mars 1781, le navire participe à la bataille indécise du cap Henry dans la petite escadre de Barras de Saint-Laurent qui a pris le commandement à la suite de Ternay. En septembre 1781, il rejoint, toujours avec l’escadre de Barras de Saint-Laurent, l’impressionnante concentration navale française dans la baie de la Chesapeake qui assiège les Anglais à Yorktown. Après la victoire française, il est intégré à la grande escadre du comte de Grasse. Il prend part en janvier 1782 à la bataille de Saint-Christophe pour s'emparer de l'île du même nom. Le 12 avril de cette même année, sous les ordres de Coriolis d'Espinouse le Duc de Bourgogne participe à la bataille des Saintes, où il entre en collision avec le Bourgogne alors que l’escadre français est défaite.
En 1792, pendant la Révolution française, il est renommé le Peuple, puis le Caton en 1794. Il est détruit en 1800

### Sources et bibliographie
: document utilisé comme source pour la rédaction de cet article.
- (en) W.J. Eccles, France in America, New York, Harper & Row, Publishers, 1972 (présentation en ligne)
- Michel Vergé-Franceschi, La Marine française au XVIIIe siècle : guerres, administration, exploration, Paris, SEDES, coll. « Regards sur l'histoire », 1996, 451 p. (ISBN 2-7181-9503-7)
- Michel Vergé-Franceschi (dir.), Dictionnaire d'Histoire maritime, éditions Robert Laffont, coll. « Bouquins », 2002 (ISBN 2-221-08751-8 et 2-221-09744-0)
- Étienne Taillemite (nouvelle édition revue et augmentée), Dictionnaire des marins français, Paris, éditions Tallandier, 2002, 573 p. (ISBN 2-84734-008-4).
- Olivier Chaline (dir.), Philippe Bonichon (dir.) et Charles-Philippe de Vergennes (dir.), Les marines de la Guerre d’Indépendance américaine (1763 – 1783) : L’opérationnel naval, t. 2, Paris, PUPS, 2018, 457 p. (ISBN 979-10-231-0585-8)
- Jean Meyer et Martine Acerra, Histoire de la marine française : des origines à nos jours, Rennes, Ouest-France, 1994, 427 p. [détail de l’édition] (ISBN 2-7373-1129-2, BNF 35734655)
- Alain Boulaire, La Marine française : De la Royale de Richelieu aux missions d'aujourd'hui, Quimper, éditions Palantines, 2011, 383 p. (ISBN 978-2-35678-056-0)
- Rémi Monaque, Une histoire de la marine de guerre française, Paris, éditions Perrin, 2016, 526 p. (ISBN 978-2-262-03715-4)
- Martine Acerra et André Zysberg, L'essor des marines de guerre européennes : vers 1680-1790, Paris, SEDES, coll. « Regards sur l'histoire » (no 119), 1997, 298 p. [détail de l’édition] (ISBN 2-7181-9515-0, BNF 36697883)
- André Zysberg, La monarchie des Lumières : 1715-1786, Paris, Éditions du Seuil, coll. « Points Histoire », 2002, 552 p. (ISBN 2-02-019886-X).
- Patrick Villiers, La France sur mer : De Louis XIII à Napoléon Ier, Paris, Fayard, coll. « Pluriel », 2015, 286 p. (ISBN 978-2-8185-0437-6). Patrick Villiers, La Marine de Louis XVI, Nice, ANCRE, 2020, 480 p. (ISBN 979-10-96873-57-9).

- Jean-Michel Roche (dir.), Dictionnaire des bâtiments de la flotte de guerre française de Colbert à nos jours, t. 1, de 1671 à 1870, éditions LTP, 2005, 530 p. (ISBN 978-2-9525917-0-6, OCLC 165892922, lire en ligne)
- Onésime Troude, Batailles navales de la France, t. 1, Paris, Challamel aîné, 1867-1868, 453 p. (lire en ligne)
- Onésime Troude, Batailles navales de la France, t. 2, Paris, Challamel aîné, 1867, 469 p. (lire en ligne)
- Georges Lacour-Gayet, La Marine militaire de la France sous le règne de Louis XV, Honoré Champion éditeur, 1910 (1re éd. 1902) (lire en ligne).
- Georges Lacour-Gayet, La marine militaire de France sous le règne de Louis XVI, Paris, éditions Honoré Champion, 1905 (lire en ligne)